# Cédric Amissi
Cédric Amissi (Bujumbura, 20 marzo 1990) è un calciatore burundese, centrocampista svincolato.

## Carriera

### Nazionale
Ha esordito con la nazionale burundese nel 2009.

## Palmarès

### Club

#### Competizioni nazionali
- Primus National Football League: 1

Rayon Sports: 2013
- Coppa del Re dei Campioni: 1

Al-Taawoun: 2019